# Blepharis dhofarensis
Blepharis dhofarensis là một loài thực vật thuộc họ Acanthaceae. Loài này có ở Oman và Yemen. Chúng hiện đang bị đe dọa vì mất môi trường sống. Một số nghiên cứu sinh học phân tử gần đây lại xếp nó vào chi Acanthus.